# الحزم (الأحساء)
الحزم حي في المبرز في المنطقة الشرقية في المملكة العربية السعودية.

## الموقع
يقع حي الحزم في مدينة المبرز بمحافظة الأحساء غرب طريق الملك فيصل، وجنوب شارع مكة، كما يحده من الشمال حي الشروفية ومن الجنوب حي العتبان.

## المرافق
مسجد النور، ومكتبة الشروق، ومسجد الجبر، ومسجد حمزة بن عبد المطلب، ومسجد الشيخ حسين الخليفة، وقصر صاهود، ومجمع الجوادي التجاري، ومركز صحي غصيبه، وصراف الأهلي، والمدرسة الرابعه بالمبرز، ومدرسة الٳمام الحسن بن علي، ومدرسة الحسن بن علي الابتدائية بالمبرز.